# Историја Холандије
Холандија или како се још називала — Низоземска, представља први историјски пример државе настале буржоаском револуцијом против апсолутистичке власти. Карактер Низоземске револуције у XVI је био како буржоаски тако и верски и национални. Том револуцијом је настала прва република која је имала већу територију, и федералистичко уређење које је носило обележја конфедерализма. Овакво уређење трајаће до почетка XIX века, када ће Холандија постати монархија (мада ће ка томе постојати тежње у дужем периоду) са провинцијама као административним регионима, а не федералним јединицама.
Узрок револуције лежи у намерама шпанског краља Филипа II да укине аутономију провинција, да наметне нове порезе и да искорени протестантизам (католички фанатизам Филипа II врло је познат). Треба напоменути да је отац Филип II, Карло V (који је наслеђем и добио Низоземску) поштујући аутономију Низоземске остварио успешну симбиозу домицилних и шпанских интереса: низоземски трговци добили су огроман простор за трговину, а Шпанија велике пореске приходе.
За разумевање тежње ка друкчијим облицима уређења од унитарног, као и саме револуције, неопходно је знати обележја ових простора. Низоземска (некада заједнички назив за данашње земље Бенелукса) је простор где је економски примат припадао грађанству и трговини. Богати трговачко-занатски градови бавили су се трговином широм тада познатог света, имајући притом огромну флоту. Градови су сачињавали провинције, које су имале засебне сталешке скупштине. Свесне социјално-економске блискости 17 провинција Низоземске основале су заједничку скупштину државних сталежа, где су разматрана питања општег значаја. Одлуке су се доносиле једногласно, а једнакост у овом погледу била је битна услед хетерогеног верско-језичког састава. На северу је преовлађивало германско становништво и протестантизам, а на југу романско становништво и католицизам.
На челу извршне власти овог периода био је статхалтер, кога је као свог намесника именовао шпански краљ. Ова институција је била практично једино што је Низоземску овог периода одвајало од чисте конфедерације. У погледу суверености провинција, надлежности заједничког тела и непостојања јурисдикције заједничког органа ово је конфедерација. Заједнички статхалтер је у извесној мери, како институционалним положајем, тако и личним ауторитетом успостављао чвршће јединство али без принуде нема државе.
Сукоб са шпанским краљем избија 1558. године. Филип II од Шпаније, потпуно занемарујући претходно наведене специфичности, уводи инквизицију и преко војводе од Албе, свог новог статхалтера, настоји да уведе апсолутизам. Велики број људи бива убијен а њихова имовина конфискована. Револтирано становништво формира одреде (гезе) и временом успева да савлада шпанске снаге. Коначно ће Низоземска, односно Холандија, добити међународно признање 1648. године, истовремено када и Швајцарска.
У току ове борбе десили су се догађаји који су одредили данашњи изглед ових простора. Од великог значаја је био излазак из Низоземске јужних, католичких провинција, које су остале под шпанском круном. Оне су 1579. г. формирале унију која се неформално назива и Араска унија и која је основ данашње Белгије. Овде се показало да федералистички дух у Низоземској није био јак као у Швајцарској. На тај начин су отклоњене верске и национално-језичке препреке за чвршћи федерализам северних покрајина. Исте те 1579. године формирана је од седам северних провинција Утрехтска унија. Чињеница да су се границе старих провинција мењале говори о извесној спремности на компромис и одрицања.
Овако формирана федерација провинција ће две године касније прогласити и коначну независност у Хагу. Што се назива тиче, првобитно употребљавани назив Уједињене провинције временом ће бити замењен називом Низоземска република, према највећој и најбогатијој провинцији Холандији.
Организација власти је у великој мери остала традиционална. Провинције су задржале висок степен унутрашње аутономије и сопствене сталешке скупштине, у које више није улазило свештенство што је одраз буржаског карактера револуције и секуларизације односа у држави. Заједничка скупштина државних сталежа сада је заседала у Хагу (Staten Generael). Овлашћења ове нове скупштине била су далеко већа у погледу унутрашње и спољашње политике. Иако су провинције и даље имале по један глас независно од броја делегата, једногласност више није била неопходна за сва, већ само најважнија питања.
Као одраз новог и чвршћег повезивања уведен је и државни савет (Raad van Staate) од дванаест чланова, које је именовала скупштина државних сталежа на предлог провинција. При састављању савета се обраћала пажња како на заступљеност свих провинција, тако и на значај и величину одређених.
Статхалтер је постао изборни орган скупштине. Управо ће ова институција имати пресудну улогу у враћању монархије у Холандију. Ова позиција ће временом постати наследна у породици Орање-Насау, која је својим богатством и огромним револуционарним заслугама стекла примат и популарност у Холандији.
Даље јачање духа заједништва, уз углед и традицију породице Орање-Насау довешће до враћања монархије и унитаризма. Некадашњи федерални елементи огледају се у децентрализацији и поштовању имена и релативне аутономије старих провинција.

## Праисторија (пре 800. п. н. е.)

### Историјске промене пејзажа
Преисторија подручја које је сада Холандија је у великој мери обликована његовом стално мењајућом, ниско-лежећом географијом.
|  |  | |
|  |  | гребени плажа и дине плимни плажни заравни, плимне блатне равнице, слане мочваре тресетне мочваре и муљна подручја плавних равница (укључујући старе токове река и пробоје речних гребена који су се испунили муљем или тресетом) Долине већих река (које нису покривене тресетом) Речне дине (плеистоценске дине) отворена вода (море, лагуне, реке) Плеистоценски предео (> −6 m у поређењу са NAP) Плеистоценски предео (–6 to 0 m; –20 to 0 ft) Плеистоценски предео (0–10 m; 0–33 ft) Плеистоценски предео (10–20 m; 33–66 ft) Плеистоценски предео (20–50 m; 66–164 ft) Плеистоценски предео (50–100 m; 164–328 ft) Плеистоценски предео (100–200 m; 328–656 ft) |

### Најраније брупе ловаца-сакупљача (пре 5000. п. н. е.)
Област која је сад обухваћена Холандијом је била насељена раним људима од пре око 37.000 година, о чему сведоче кремена оруђа откривена на локацији Вурден 2010. године. Године 2009, фрагмент 40.000 година старе неандерталске лобање је нађен у песку ископаном са дна Северног мора у близини обале Зеланда.
Током задњег леденог доба, Холандија је имала климу тундре са ретком вегетацијом и становници су преживели као ловаци-сакупљачи. Након леденог доба, разне палеолитске групе су насељавале ову област. Познато је да је око 8000. п. н. е. мезолитско племе боравило у близини Бургумер Мара (Фрисланд). Једна друга група која живела на другим местима је направила кануе. Најстарији откривени кану на свету је Пески кану. Према C14 датирању он је направљен између 8200. п. н. е. и 7600. п. н. е. Овај кану је изложен у Дрентс музеју и Асену.